# HMS B6
Pour les articles homonymes, voir B6.
Le HMS B6 est l’un des onze sous-marins britanniques de classe B, construit pour la Royal Navy au cours de la première décennie du XXe siècle. Il a survécu à la Première Guerre mondiale et a été vendu à la ferraille en 1921.

## Conception
La classe B était une version agrandie et améliorée de la classe A qui la précédait. Ces sous-marins avaient une longueur totale de 43,4 m, un maître-bau de 3,8 m et un tirant d'eau moyen de 3,4 m. Ils avaient un déplacement de 292 tonnes en surface et 321 tonnes immersion. Les sous-marins de la classe B un équipage de deux officiers et treize matelots.
Pour la navigation en surface, les navires étaient propulsés par un unique moteur à essence Vickers à 16 cylindres de 600 chevaux-vapeur (447 kW) qui entraînait un unique arbre d'hélice. Lorsqu’il étaient en immersion, l’hélice était entraînée par un moteur électrique de 180 chevaux (134 kW). Ils pouvaient atteindre 12 nœuds (22 km/h) en surface et 6,5 nœuds (12 km/h) sous l’eau. En surface, la classe B avait un rayon d'action de 1 000 milles marins (1 900 km) à 8,7 nœuds (16,1 km/h).
Ces navires étaient armés de deux tubes lance-torpilles de 18 pouces (450 mm) à l’avant. Ils pouvaient transporter une paire de torpilles de rechange, mais en général, ils ne le faisaient pas, car en compensation ils devaient abandonner un poids équivalent de carburant.

## Engagements
Le HMS B6 a été construit par Vickers à leur chantier naval de Barrow-in-Furness. Il fut lancé le 30 novembre 1905 et achevé le 3 mars 1906.
En juillet 1914, le B6 est basé à Gibraltar. Après le déclenchement de la Première Guerre mondiale, il est employé pour patrouiller dans le détroit de Gibraltar. Le B6 a été déployé en Méditerranée orientale durant la campagne de Gallipoli.
Le 17 avril 1915, le sous-marin HMS E15 tente de franchir les Dardanelles pour attaquer la navigation ennemie dans la mer de Marmara. Le E15 s’est échoué, et son équipage a été forcé d’abandonner le navire. Plus tard dans la journée, le B6 a tenté en vain de torpiller le E15 pour empêcher les Turcs de tenter de renflouer le sous-marin endommagé,. Le E15 a finalement été torpillé et coulé par les navires-piquet des cuirassés HMS Majestic et HMS Triumph dans la nuit du 18 avril.
En août 1915, le B6 et son sister-ship le HMS B11 furent envoyés à Alexandrie, en Égypte, où ils sont arrivés le 13 août, pour dissuader les Turcs de faire passer du ravitaillement en contrebande aux tribus bédouines. Les deux sous-marins avaient reçu l’ordre de patrouiller au large de Sollum, mais ils ont été jugés inaptes à cette tâche, étant trop petits et ayant un rayon d'action trop court. Ils ont donc été retirés de l’opération.
En octobre 1915, le B6 fut l’un des six sous-marins de classe B déployés en mer Adriatique pour soutenir la marine italienne. On espérait que le court rayon d'action de ces vieux sous-marins serait moins problématique dans les eaux restreintes de l’Adriatique. En novembre, la flottille a commencé ses opérations depuis Venise. Bien que les sous-marins de classe B se soient avérés plus aptes à naviguer que les sous-marins italiens, leurs opérations ont été entravées par l’utilisation intensive de mines dans le nord de l’Adriatique.
En 1917, la marine italienne convertit le B6 en patrouilleur de surface (le S6) pour servir dans l’Adriatique. Le bateau fut vendu en 1921 à M. Francotosti de Malte.